# 下津城
下津城（おりづじょう）は、尾張国中島郡下津（現愛知県稲沢市下津高戸町）にあった日本の城（平城）。「下津城址」の碑がある。一部土塁も残る。

## 概要
築城者の評細は不明であるが、応永7年（1400年）頃、尾張守護に補任された斯波義重が、下津城に尾張国の守護所を置いたといわれる。また永享4年（1432年）に第6代将軍・足利義教が富士遊覧の際に宿泊したといわれる。
応仁の乱が起こると、尾張国でも守護代織田氏が斯波氏の家督争いに介入して、二家に分裂して抗争を始めた。この時期に守護代織田家の嫡流で元々守護代職を世襲していた「織田伊勢守家」当主の織田敏広が入城し、居城としたという。
文明8年（1476年）、敏広は守護代織田家の分家筋の「織田大和守家」当主の織田敏定と戦って敗れた。『和漢合符』によると、この際に下津城は焼失したという。その後、尾張守護所はその別郭であった清洲城へ移ることになった。また、下津城を追われた敏広は岩倉城を築いて居城としている。

## 交通
- JR東海道本線「稲沢駅」下車、徒歩で約15分。